# Odoardo Farnese (1666-1693)

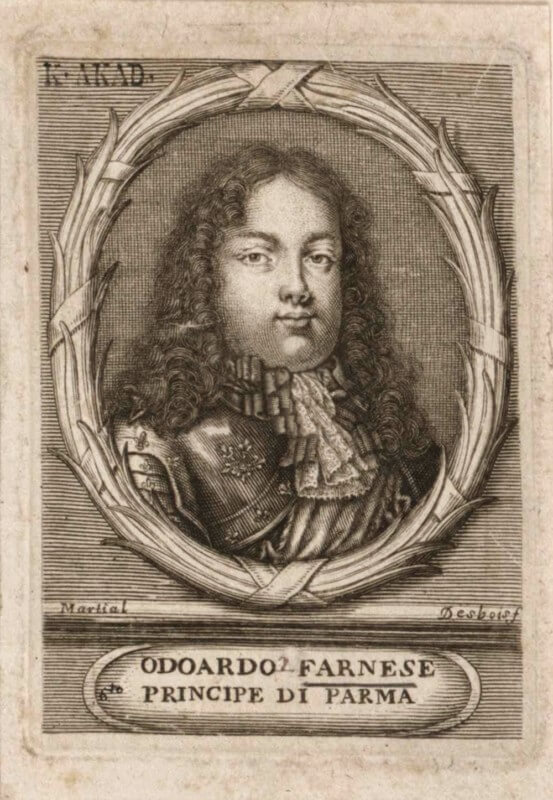
Odoardo Farnese tussen 1683 en 1693

Odoardo Farnese (Colorno, 12 augustus 1666 – Parma, 5 november 1693) was erfprins van Parma en Piacenza. Hij is ook bekend als Odoardo II en was een zoon van hertog Ranuccio II en diens tweede vrouw Isabella d'Este.
Hij huwde op 17 september 1690 te Parma met Dorothea Sophia van Palts-Neuburg (1670 – 1748), dochter van paltsgraaf Filips Willem van Neuburg, de latere keurvorst van de Palts. Uit dit huwelijk werden twee kinderen geboren:
- Alessandro Ignacio (6 december 1691 – 5 augustus 1693)
- Elisabetta Maria (1692 – 1766); ∞ (1714) koning Filips V van Spanje (1683 – 1746)

Odoardo werd als erfprins opgevolgd door zijn halfbroer Francesco, die in 1695 ook met zijn weduwe trouwde.

## Kwartierstaat
| Ranuccio I Farnese (1569-1622) | Ranuccio I Farnese (1569-1622) | Ranuccio I Farnese (1569-1622) | Ranuccio I Farnese (1569-1622) | Ranuccio I Farnese (1569-1622) | Ranuccio I Farnese (1569-1622) | Margherita Aldobrandini (1588-1646) | Margherita Aldobrandini (1588-1646) | Margherita Aldobrandini (1588-1646) | Margherita Aldobrandini (1588-1646) | Margherita Aldobrandini (1588-1646) | Margherita Aldobrandini (1588-1646) |                                 |                                 | Cosimo II de' Medici (1590-1621)     | Cosimo II de' Medici (1590-1621)     | Cosimo II de' Medici (1590-1621)     | Cosimo II de' Medici (1590-1621)     | Cosimo II de' Medici (1590-1621)     | Cosimo II de' Medici (1590-1621)     | Maria Magdalena van Oostenrijk (1589-1631) | Maria Magdalena van Oostenrijk (1589-1631) | Maria Magdalena van Oostenrijk (1589-1631) | Maria Magdalena van Oostenrijk (1589-1631) | Maria Magdalena van Oostenrijk (1589-1631) | Maria Magdalena van Oostenrijk (1589-1631) |                            |                            | Alfonso III d’Este (1591-1644) | Alfonso III d’Este (1591-1644) | Alfonso III d’Este (1591-1644) | Alfonso III d’Este (1591-1644) | Alfonso III d’Este (1591-1644) | Alfonso III d’Este (1591-1644) | Isabella van Savoye (1591-1626) | Isabella van Savoye (1591-1626) | Isabella van Savoye (1591-1626) | Isabella van Savoye (1591-1626) | Isabella van Savoye (1591-1626) | Isabella van Savoye (1591-1626) |                             |                             | Ranuccio I Farnese (1569-1622) | Ranuccio I Farnese (1569-1622) | Ranuccio I Farnese (1569-1622)     | Ranuccio I Farnese (1569-1622)     | Ranuccio I Farnese (1569-1622)     | Ranuccio I Farnese (1569-1622)     | Margherita Aldobrandini (1588-1646) | Margherita Aldobrandini (1588-1646) | Margherita Aldobrandini (1588-1646) | Margherita Aldobrandini (1588-1646) | Margherita Aldobrandini (1588-1646) | Margherita Aldobrandini (1588-1646) |  |  |  |  |  |  |  |  |  |  |  |  |  |  |  |  |  |  |  |  |  |  |  |  |  |  |  |  |  |  |  |  |  |  |  |  |  |  |  |  |  |  |  |  |  |  |  |  |
| Ranuccio I Farnese (1569-1622) | Ranuccio I Farnese (1569-1622) | Ranuccio I Farnese (1569-1622) | Ranuccio I Farnese (1569-1622) | Ranuccio I Farnese (1569-1622) | Ranuccio I Farnese (1569-1622) | Margherita Aldobrandini (1588-1646) | Margherita Aldobrandini (1588-1646) | Margherita Aldobrandini (1588-1646) | Margherita Aldobrandini (1588-1646) | Margherita Aldobrandini (1588-1646) | Margherita Aldobrandini (1588-1646) |                                 |                                 | Cosimo II de' Medici (1590-1621)     | Cosimo II de' Medici (1590-1621)     | Cosimo II de' Medici (1590-1621)     | Cosimo II de' Medici (1590-1621)     | Cosimo II de' Medici (1590-1621)     | Cosimo II de' Medici (1590-1621)     | Maria Magdalena van Oostenrijk (1589-1631) | Maria Magdalena van Oostenrijk (1589-1631) | Maria Magdalena van Oostenrijk (1589-1631) | Maria Magdalena van Oostenrijk (1589-1631) | Maria Magdalena van Oostenrijk (1589-1631) | Maria Magdalena van Oostenrijk (1589-1631) |                            |                            | Alfonso III d’Este (1591-1644) | Alfonso III d’Este (1591-1644) | Alfonso III d’Este (1591-1644) | Alfonso III d’Este (1591-1644) | Alfonso III d’Este (1591-1644) | Alfonso III d’Este (1591-1644) | Isabella van Savoye (1591-1626) | Isabella van Savoye (1591-1626) | Isabella van Savoye (1591-1626) | Isabella van Savoye (1591-1626) | Isabella van Savoye (1591-1626) | Isabella van Savoye (1591-1626) |                             |                             | Ranuccio I Farnese (1569-1622) | Ranuccio I Farnese (1569-1622) | Ranuccio I Farnese (1569-1622)     | Ranuccio I Farnese (1569-1622)     | Ranuccio I Farnese (1569-1622)     | Ranuccio I Farnese (1569-1622)     | Margherita Aldobrandini (1588-1646) | Margherita Aldobrandini (1588-1646) | Margherita Aldobrandini (1588-1646) | Margherita Aldobrandini (1588-1646) | Margherita Aldobrandini (1588-1646) | Margherita Aldobrandini (1588-1646) |  |  |  |  |  |  |  |  |  |  |  |  |  |  |  |  |  |  |  |  |  |  |  |  |  |  |  |  |  |  |  |  |  |  |  |  |  |  |  |  |  |  |  |  |  |  |  |  |
|                                |                                |                                |                                |                                |                                |                                     |                                     |                                     |                                     |                                     |                                     |                                 |                                 |                                      |                                      |                                      |                                      |                                      |                                      |                                            |                                            |                                            |                                            |                                            |                                            |                            |                            |                                |                                |                                |                                |                                |                                |                                 |                                 |                                 |                                 |                                 |                                 |                             |                             |                                |                                |                                    |                                    |                                    |                                    |                                     |                                     |                                     |                                     |                                     |                                     |  |  |  |  |  |  |  |  |  |  |  |  |  |  |  |  |  |  |  |  |  |  |  |  |  |  |  |  |  |  |  |  |  |  |  |  |  |  |  |  |  |  |  |  |  |  |  |  |
|                                |                                |                                |                                | Odoardo Farnese (1612-1646)    | Odoardo Farnese (1612-1646)    | Odoardo Farnese (1612-1646)         | Odoardo Farnese (1612-1646)         | Odoardo Farnese (1612-1646)         | Odoardo Farnese (1612-1646)         |                                     |                                     |                                 |                                 |                                      |                                      | Margherita de' Medici (1588-1646)    | Margherita de' Medici (1588-1646)    | Margherita de' Medici (1588-1646)    | Margherita de' Medici (1588-1646)    | Margherita de' Medici (1588-1646)          | Margherita de' Medici (1588-1646)          |                                            |                                            |                                            |                                            |                            |                            |                                |                                |                                |                                | Francesco I d'Este (1610-1658) | Francesco I d'Este (1610-1658) | Francesco I d'Este (1610-1658)  | Francesco I d'Este (1610-1658)  | Francesco I d'Este (1610-1658)  | Francesco I d'Este (1610-1658)  |                                 |                                 |                             |                             |                                |                                | Maria Caterina Farnese (1615-1646) | Maria Caterina Farnese (1615-1646) | Maria Caterina Farnese (1615-1646) | Maria Caterina Farnese (1615-1646) | Maria Caterina Farnese (1615-1646)  | Maria Caterina Farnese (1615-1646)  |                                     |                                     |                                     |                                     |  |  |  |  |  |  |  |  |  |  |  |  |  |  |  |  |  |  |  |  |  |  |  |  |  |  |  |  |  |  |  |  |  |  |  |  |  |  |  |  |  |  |  |  |  |  |  |  |
|                                |                                |                                |                                | Odoardo Farnese (1612-1646)    | Odoardo Farnese (1612-1646)    | Odoardo Farnese (1612-1646)         | Odoardo Farnese (1612-1646)         | Odoardo Farnese (1612-1646)         | Odoardo Farnese (1612-1646)         |                                     |                                     |                                 |                                 |                                      |                                      | Margherita de' Medici (1588-1646)    | Margherita de' Medici (1588-1646)    | Margherita de' Medici (1588-1646)    | Margherita de' Medici (1588-1646)    | Margherita de' Medici (1588-1646)          | Margherita de' Medici (1588-1646)          |                                            |                                            |                                            |                                            |                            |                            |                                |                                |                                |                                | Francesco I d'Este (1610-1658) | Francesco I d'Este (1610-1658) | Francesco I d'Este (1610-1658)  | Francesco I d'Este (1610-1658)  | Francesco I d'Este (1610-1658)  | Francesco I d'Este (1610-1658)  |                                 |                                 |                             |                             |                                |                                | Maria Caterina Farnese (1615-1646) | Maria Caterina Farnese (1615-1646) | Maria Caterina Farnese (1615-1646) | Maria Caterina Farnese (1615-1646) | Maria Caterina Farnese (1615-1646)  | Maria Caterina Farnese (1615-1646)  |                                     |                                     |                                     |                                     |  |  |  |  |  |  |  |  |  |  |  |  |  |  |  |  |  |  |  |  |  |  |  |  |  |  |  |  |  |  |  |  |  |  |  |  |  |  |  |  |  |  |  |  |  |  |  |  |
|                                |                                |                                |                                |                                |                                |                                     |                                     |                                     |                                     | Ranuccio II Farnese (1630-1694)     | Ranuccio II Farnese (1630-1694)     | Ranuccio II Farnese (1630-1694) | Ranuccio II Farnese (1630-1694) | Ranuccio II Farnese (1630-1694)      | Ranuccio II Farnese (1630-1694)      |                                      |                                      |                                      |                                      |                                            |                                            |                                            |                                            |                                            |                                            |                            |                            |                                |                                |                                |                                |                                |                                |                                 |                                 |                                 |                                 | Isabella d'Este (1635-1666)     | Isabella d'Este (1635-1666)     | Isabella d'Este (1635-1666) | Isabella d'Este (1635-1666) | Isabella d'Este (1635-1666)    | Isabella d'Este (1635-1666)    |                                    |                                    |                                    |                                    |                                     |                                     |                                     |                                     |                                     |                                     |  |  |  |  |  |  |  |  |  |  |  |  |  |  |  |  |  |  |  |  |  |  |  |  |  |  |  |  |  |  |  |  |  |  |  |  |  |  |  |  |  |  |  |  |  |  |  |  |
|                                |                                |                                |                                |                                |                                |                                     |                                     |                                     |                                     | Ranuccio II Farnese (1630-1694)     | Ranuccio II Farnese (1630-1694)     | Ranuccio II Farnese (1630-1694) | Ranuccio II Farnese (1630-1694) | Ranuccio II Farnese (1630-1694)      | Ranuccio II Farnese (1630-1694)      |                                      |                                      |                                      |                                      |                                            |                                            |                                            |                                            |                                            |                                            |                            |                            |                                |                                |                                |                                |                                |                                |                                 |                                 |                                 |                                 | Isabella d'Este (1635-1666)     | Isabella d'Este (1635-1666)     | Isabella d'Este (1635-1666) | Isabella d'Este (1635-1666) | Isabella d'Este (1635-1666)    | Isabella d'Este (1635-1666)    |                                    |                                    |                                    |                                    |                                     |                                     |                                     |                                     |                                     |                                     |  |  |  |  |  |  |  |  |  |  |  |  |  |  |  |  |  |  |  |  |  |  |  |  |  |  |  |  |  |  |  |  |  |  |  |  |  |  |  |  |  |  |  |  |  |  |  |  |
|                                |                                |                                |                                |                                |                                |                                     |                                     |                                     |                                     |                                     |                                     |                                 |                                 |                                      |                                      |                                      |                                      |                                      |                                      |                                            |                                            |                                            |                                            |                                            |                                            |                            |                            |                                |                                |                                |                                |                                |                                |                                 |                                 |                                 |                                 |                                 |                                 |                             |                             |                                |                                |                                    |                                    |                                    |                                    |                                     |                                     |                                     |                                     |                                     |                                     |  |  |  |  |  |  |  |  |  |  |  |  |  |  |  |  |  |  |  |  |  |  |  |  |  |  |  |  |  |  |  |  |  |  |  |  |  |  |  |  |  |  |  |  |  |  |  |  |
|                                |                                |                                |                                |                                |                                |                                     |                                     |                                     |                                     |                                     |                                     |                                 |                                 |                                      |                                      |                                      |                                      |                                      |                                      |                                            |                                            |                                            |                                            |                                            |                                            |                            |                            |                                |                                |                                |                                |                                |                                |                                 |                                 |                                 |                                 |                                 |                                 |                             |                             |                                |                                |                                    |                                    |                                    |                                    |                                     |                                     |                                     |                                     |                                     |                                     |  |  |  |  |  |  |  |  |  |  |  |  |  |  |  |  |  |  |  |  |  |  |  |  |  |  |  |  |  |  |  |  |  |  |  |  |  |  |  |  |  |  |  |  |  |  |  |  |
|                                |                                |                                |                                |                                |                                |                                     |                                     |                                     |                                     |                                     |                                     |                                 |                                 | Margherita Maria Farnese (1664–1718) | Margherita Maria Farnese (1664–1718) | Margherita Maria Farnese (1664–1718) | Margherita Maria Farnese (1664–1718) | Margherita Maria Farnese (1664–1718) | Margherita Maria Farnese (1664–1718) |                                            |                                            |                                            |                                            | Teresa Farnese (1665–1702)                 | Teresa Farnese (1665–1702)                 | Teresa Farnese (1665–1702) | Teresa Farnese (1665–1702) | Teresa Farnese (1665–1702)     | Teresa Farnese (1665–1702)     |                                |                                |                                |                                | Odoardo Farnese (1666-1693)     | Odoardo Farnese (1666-1693)     | Odoardo Farnese (1666-1693)     | Odoardo Farnese (1666-1693)     | Odoardo Farnese (1666-1693)     | Odoardo Farnese (1666-1693)     |                             |                             |                                |                                |                                    |                                    |                                    |                                    |                                     |                                     |                                     |                                     |                                     |                                     |  |  |  |  |  |  |  |  |  |  |  |  |  |  |  |  |  |  |  |  |  |  |  |  |  |  |  |  |  |  |  |  |  |  |  |  |  |  |  |  |  |  |  |  |  |  |  |  |